# اربنک (مینه‌سوتا)
اربنک، مینه‌سوتا (به انگلیسی: Urbank, Minnesota) یک شهر در ایالات متحده آمریکا است که در شهرستان اوتر تیل، مینه‌سوتا واقع شده‌است.

## خصوصیات
اربنک ۱٫۸۹ کیلومترمربع مساحت و ۵۴ نفر جمعیت دارد و ۴۵۱ متر بالاتر از سطح دریا واقع شده‌است.